# 遠藤章造のイケ男とイケ女のイケてるGOLF!
『遠藤章造のイケ男イケ女のイケてるGOLF! 』（えんどうしょうぞうのイケメンイケじょのいけてるゴルフ!）は、2020年10月6日からサンテレビで放送されているゴルフ番組である。

## 概要
「撮り直しが一切ないリアルなゴルフ番組」を売りとしている。『girlsgolf TV』に出演していた「チーム・プリチャレ」も続投して出演。前番組同様英会話を楽しく学ぶコーナーに加え、ゲストプロによるレッスンコーナーなど、多彩な内容でお届けする。
2021年1月より、遠藤が引き続きメインを務める『遠藤章造 VS.GOLF』へリニューアルしたため、このタイトルは同年いっぱいの12月29日放送が最後となった。

## 出演
- 遠藤章造（ココリコ）
- 山岡晶子（チーム・プリチャレ）
- 椿ここ （チーム・プリチャレ）

### ゲスト
- 中山三奈（10月度ゲストプロ）
- 荒井舞（11月度ゲストプロ）
- 澤井瞳（12月度ゲストプロ）
- KLUTCH(ET-KING)（10月度、11月度、12月度ゲストプレイヤー）

## ロケに使われたゴルフ場
- ローズゴルフクラブ（滋賀県甲賀市信楽町・2020年10月度、2020年12月度）
- チェリーゴルフクラブ猪名川コース（兵庫県川辺郡猪名川町・2020年11月度）